# Shirley Rivera
Shirley Joanna Rivera Zaldaña(Escuintla, 22 de septiembre de 1971). Licenciada en Administración de Empresas, empresaria, asesora, política y diputada guatemalteca que se desempeñó como presidente del congreso de Guatemala de 2022 a 2024, fue la tercera mujer en ocupar ese cargo y la primera en reelegirse consecutivamente.

## Biografía
Nació en la ciudad de Escuintla en 1971 donde creció y vivió toda su niñez.
Contrajo matrimonio el 27 de marzo de 1997 con Osman Enrique López, una persona particular que no es conocida en el ámbito político, y dicho vínculo quedó disuelto el 4 de marzo de 2004, según una sentencia de un Juzgado de Familia.

## Carrera política
En el año 2015 participó en las elecciones legislativas con la coalición CREO-Unionista pero no logró ingresar al congreso como diputada. A partir de allí se incorporó al grupo liderado por Alejandro Giammattei que en ese momento estaba en formación de un nuevo partido político, siendo el partido Vamos fundado en 2017.
Como miembro del partido, fue electa por primera vez como diputada ganando una curul en las elecciones del 2019. En enero de 2020 tomó posesión como diputada y desde esa fecha se ha desempeñado como parlamentaria. Antes de ser electa presidente del legislativo únicamente había presentado dos iniciativas de ley y ninguna de ellas había avanzado dentro del pleno.
Una de dichas iniciativas pretendía aprobar luna Ley para Garantizar la Protección Integral de la Niñez y Adolescencia contra los Trastornos de la Identidad de Género, que fue considerada muy conservadora por algunos sectores; y la otra buscaba aprobar la Ley de Libertad de Religión y Creencia de Culto y de Consciencia, que dicha iniciativa promovía que las iglesias quedaran exentas de revisión administrativa y judicial, además, que los ingresos que recibieran se pudieran bancarizar.
Se sabe que estuvo cerca de su compañero de bancada y antecesor, Allan Rodríguez, cuando este era presidente del legislativo y fue su mano derecha, además que era la encargada de buscar los consensos necesarios con otras bancadas aliadas del congreso debido a que su partido era minoría.

### Elección como presidente del congreso
Al ser una de las personas dominantes dentro del partido Vamos fue propuesta para sustituir a Allan Rodríguez de su mismo partido, quien ejercía la presidencia en ese momento, debido a las múltiples polémicas de este durante su mandato.
El 18 de octubre de 2021 fue electa como presidente del congreso con 101 votos para el período 2022-2024, en ese momento se dirigió al pleno y entonó un discurso muy religioso, asegurando que tenía un «compromiso» con Dios, seguido de citas bíblicas, dando a conocer su posición conservadora y cristiana.
Tomó posesión del cargo el 14 de enero de 2022, en su discurso se comprometió a promover una legislación que proteja a las personas y reconozca a la familia como el génesis primario de la sociedad. En ese momento se convirtió en la tercera mujer en ocupar ese cargo en toda la historia del país.
Durante el año en que ejerció la presidencia del congreso presentó algunas iniciativas de ley, algunas se convirtieron en decretos, siendo las principales:
- Ley que Declara el Día 9 de Marzo de cada Año "Día por la Vida y la Familia".
- Reformas a la Ley General de Telecomunicaciones
- Ley del Día del Policía Municipal de Tránsito.
- Ley de Contrataciones del Estado.
- Iniciativa que dispone aprobar Ley de Respuesta y Supervisión Financiera para los Fondos COVID
- Ampliación Temporal de Vigencia del Documento Personal de Identificación

### Reelección a la presidencia del congreso
El 19 de octubre de 2022 fue reelecta como presidente del legislativo, para el período 2023-2024 último de la IX Legislatura.